# Berta Árpád
Berta Árpád (Hódmezővásárhely, 1951. július 28. – Szeged, 2008. március 9.) a Szegedi Tudományegyetem Altajisztika tanszékének professzora.

## Élete és munkássága
Szülei: Bíró Judit (Hódmezővásárhely, 1923 - Hódmezővásárhely, 1982) és Berta Árpád (Hódmezővásárhely, 1922 - Budapest, 2016). Öccse: Berta Tibor (1953), a Csongrád Megyei Levéltár nyugalmazott igazgatóhelyettese.
1982-ben védte meg egyetemi doktori értekezését a megkeresztelkedett volgavidéki tatárok nyelvjárásának leírása köréből. 1983-1984-ben  DAAD ösztöndíjjal Göttingenben tartózkodott. 1991-ben Humboldt ösztöndíjjal a Johannes Gutenberg Egyetem Keleti Intézetében vendégprofesszorként oktatott, 1991-1992-ben Frankfurt am Mainban a Johann Wolfgang Goethe Egyetemen lett professzor.
1992-től haláláig az Altajisztika tanszék vezetője. 1995-ben habilitált a szegedi József Attila Tudományegyetemen, 1996-ban megvédte akadémiai nagydoktori disszertációját. 
2002-től az MTA-SZTE Magyar Őstörténeti Kutatócsoport, majd 2003-tól az MTA-SZTE Turkológiai Kutatócsoport vezetője. 2005-ben az uppsalai székhelyű Swedish Collegium for Advanced Study in the Social Sciences (SCASSS) vendégkutatója.

## Könyvei
- Die russischen Lehnwörter in der Mundart der getauften Tataren. Studia Uralo-Altaica, 21., Szeged, 1983[3]
- A tatár nyelvjárások története. (Hangtörténeti elemzés.) Kandidátusi értekezés. Kézirat. Szeged, 1985
- Wolgatatarische Dialektstudien. Textkritische Neuausgabe der originalsammlung von G. Bálint 1875-76. Hrsg. von … Oriental Studies 7. Budapest 1988.[4]
- Lautgeschichte der tatarischen Dialekte. Studia Uralo-Altaica 31. Szeged 1989.
- Deverbale Wortbildung im Mittelkiptschakisch-Türkischen, Wiesbaden, 1996.[5]
- Szavaimat jól halljátok... (A türk és ujgur rovásírásos emlékek...), Szeged, 2004.[6]
- Studies in Turkic Etymology, Wiesbaden, 2010.
- West Old Turkic. Turkic Loanwords in Hungarian, 2 parts: With the assistance of László Károly (Turcologica) (társszerző: Róna-Tas András), Wiesbaden, 2011.

## Díjai
- Kuun Géza-díj, 1988
- Széchenyi Professzori Ösztöndíj, 1997-2000
- Szent-Györgyi Albert-díj, 2006